# 培黎街道
培黎街道，是中华人民共和国甘肃省兰州市安宁区下辖的一个街道办事处。

## 行政区划
培黎街道下辖以下地区：
健宁路社区、向阳村社区、西北师大社区、甘铝社区和培黎社区。